# Erhard Ackermann
Erhard Ackermann (* 18. August 1813; † 9. Januar 1880) war ein deutscher Steinmetz und Unternehmer der Steinindustrie im Fichtelgebirge. Er gilt als der Erfinder des maschinellen Schleifens und Polierens von Hartgestein, vor allem von Granit.

## Frühes Leben
Erhard Ackermann war der dritte Sohn des Maurermeisters John Ackermann und dessen Ehefrau Dorothea, er war das zweitjüngste von insgesamt sechs Kindern. Es wird angenommen, dass er lediglich drei bis vier Jahre zur Schule ging. Bei seinem Vater erlernte er das Maurer- und das Steinmetzhandwerk. Nach Abschluss der Gesellenprüfung ging er auf Wanderschaft, die ihn nach München führte. Dort lernte er Anna Margaretha Rieß kennen, die Tochter eines Webmeisters. Er heiratete sie und hatte mit ihr fünf gemeinsame Kinder, einen Sohn und vier Töchter. 1839 legte er die Meisterprüfung ab.

## Beruf
1840 nahm Ackermann die Geschäfte in seiner Heimat auf. Er gründete ein Granitwerk an der Schönlinder Straße in Weißenstadt im Fichtelgebirge. Der wirtschaftliche Durchbruch gelang ihm, als er 1844 nach der Fertigstellung der Bahnstrecke Nürnberg–Bamberg einen Auftrag für die Bahnstrecke Bamberg–Hof erhielt, für die er Granit zum Bau von Stütz- und Brückenpfeilern sowie Säulen lieferte. Auch der Absatz der von ihm hergestellten polierten Grabsteine und Grabeinfassungen stieg an. Zur Produktionssteigerung reichte die vorhandene Energie, die auf Wasserkraft basierte, nicht mehr aus, um die mechanischen Geräte anzutreiben. Er ließ ein Dampfkraftwerk auf dem Betriebsgelände bauen und später elektrifizieren. Er entwickelte die Schleiftechnologie von Hartgestein von ebenen und gekrümmten Flächen laufend weiter. Ackermann konnte die steigende Nachfrage an seinem Betriebssitz nicht mehr befriedigen und gab ihn auf. Ackermann verlegte seine Werkstätten an die Bayreuther Straße in Weißenstadt, in den heutigen Kurpark. In diesem Kurpark konnte auch 2015 noch eine Ruine seiner Steinschleiferei mit Schautafeln über die Geschichte der Granitbearbeitung besichtigt werden.
1873 beschäftigte Ackermanns Unternehmen 173 Mitarbeiter und hatte sich von einem Handwerks- zu einem Industriebetrieb entwickelt, das steinerne Produkte in Serie herstellte. Er lieferte beispielsweise die Säulen für die Kolonnaden in Karlsbad, für das damalige Alte Nationalgalerie und das Reichspostamt in Berlin. 27 Säulen in der Walhalla und der Sockel des an Großherzogin Wilhelmine von Hessen und bei Rhein erinnernde, 1866 errichtete „Goldene Kreuz“ stammen aus Ackermanns Betrieb. Aufträge erhielt er nicht nur im Inland, seine polierten Werksteine wurden auch beim Bau der Votivkirche in Wien und des Königlichen Palais in Belgrad verwendet.
Im Jahr 1909 übernahm die neu gegründete Vereinigte Fichtelgebirgs-Granit-, Syentit- und Marmorwerke AG – die spätere Grasyma – Ackermanns Betriebe.

## Schleiftechnologie für Hartgestein
Der Durchbruch zur modernen Schleiftechnologie von Hartgestein wurde erst möglich, als die Schleifmittel in runden Schleifkörpern gebunden werden konnten. Die Hartgestein-Schleiftechnologie benötigt eine Wasserzufuhr, die als Kühlmittel und zum Abtransport des Schleifschlamms dient. Heute wird vor allem Diamant als Schleifmittel verwendet. Einer der ersten im deutschsprachigen Raum, der Ende der 1820er Jahre große Granitflächen maschinell polierte, war der Berliner Steinmetz Christian Gottlieb Cantian. Er bearbeitete z. B. die nahezu sieben Meter im Durchmesser messende große Granitschale im Lustgarten in Berlin mit einer Dampfmaschine. Er verwendete hierfür vor allem lose Schleifmittel, wie Stahl- und Quarzsande.
Voraussetzung zur weiteren Verbreitung des Hartgesteinschleifens war die Elektrifizierung und der Bau der sogenannten Gelenkarmschleifmaschine, die elektrisch angetrieben wurde. Zuvor wurde von Hand bzw. mit durch Wasserkraft oder Dampfmaschinen angetriebenen Schleifmaschinen poliert. Die Steingewinnungsgebiete liegen in Deutschland in aller Regel abseits wirtschaftlicher Ballungsräume, daher erfolgte die Elektrifizierung dort erst zeitlich verzögert. Die Verbreitung der Schleiftechnologie von Ackermann, die bereits früher erfolgte und sich weltweit verbreitete, war allerdings rasant und führte damals zum vermehrten Einbau von Hartgesteinen in Bauten des Historismus.
Vor dieser Zeit war das Schleifen und Polieren von Granit langwierig, mühsam und sehr teuer. Das Schleifen und Polieren mit den Gelenkarmschleifmaschinen wurde dann vor allem von Frauen bewerkstelligt. Heute schleifen vor allem Automaten oder Halbautomaten Hartgesteine. Für die Verwirklichung der Idee Ackermanns bis zur Erfindung war unter anderem bedeutsam, dass es im Fichtelgebirge in jener Zeit zahlreiche Produktionsstätten für Porzellan gab. Diese waren in der Lage, Schleifkörper herzustellen, die das Hartgestein relativ beständig bis zur Politur schleifen konnten.

## Auszeichnungen
Ackermann wurde mit dem österreichischen Franz-Joseph-Orden geehrt. Für seine fachlichen Leistung erhielt er anlässlich der Weltausstellungen 1867 in Paris und 1873 in Wien Anerkennung. Weißenstadt widmete Erhard Ackermann 1988 ein städtisches Gedenkjahr.